# Pyramidenspitze
De Pyramidenspitze is een berg in de deelstaat Tirol, Oostenrijk. De berg heeft een hoogte van 1.997 meter.
De Pyramidenspitze is onderdeel van het Kaisergebergte.